# Решетняк, Зоя Семёновна
Зоя Семёновна Решетняк (1922, Бахмутский уезд, Екатеринославская губерния, Украинская ССР — неизвестно, посёлок Калинина, Артёмовский район Донецкая область, Украинская ССР) — свинарка свиноводческого совхоза имени Калинина Министерства совхозов СССР, Артёмовский район Сталинской области, Украинская ССР. Герой Социалистического Труда (1949).

## Биография
Родилась в 1922 году в крестьянской семье в одном из сельских населённых пунктов Бахмутского уезда. После окончания местной школы с 1930-х годов трудилась в свиноводческом совхозе имени Калинина с центральной усадьбой в посёлке имени Калинина (сегодня — посёлок Калиновка) Артёмовского района. После освобождения от немецкой оккупации с осени 1943 года восстанавливала совхозное хозяйство, затем трудилась на ферме по откорму поросят.
Ежегодно показывала высокие трудовые результаты в свиноводстве. В 1948 году вырастила от 10 свиноматок в среднем по 25 поросят на каждую голову. Средний вес поросёнка в двухмесячном возрасте составил 15 килограммов. Указом Президиума Верховного Совета СССР от 24 сентября 1949 года удостоена звания Героя Социалистического Труда за «получение высокой продуктивности животноводства в 1948 году» с вручением ордена Ленина и золотой медали «Серп и Молот» (№ 4721).
Этим же указом званием Героя Социалистического Труда были награждены директор совхоза имени Калинина Алексей Кузьмич Макогон, старший зоотехник Фёдор Степанович Зинченко, старший ветеринарный врач Иван Емельянович Рудой, управляющие фермами Савелий Стефанович Иваненко, Лука Сазонович Сивирин, труженики совхоза бригадир Семён Афанасьевич Задорожний, свинарки Анастасия Митрофановна Архипкина, Полина Филипповна Братчикова, Меланья Лукьяновна Косенко и Фёкла Лазаревна Юхно.
В последующие годы продолжала демонстрировать выдающиеся трудовые результаты в свиноводстве. По итогам работы в 1950 года была награждена Орденом Трудового Красного Знамени. Досрочно выполнила личное социалистическое обязательство и плановые задания Семилетки (1959—1965), по результатам этой пятилетки была награждена Орденом «Знак Почёта».
После выхода на пенсию проживала в посёлке Калинина Артёмовского района. С 1979 года — персональный пенсионер союзного значения. Дата смерти не установлена.
Награды
- Герой Социалистического Труда
- Орден Ленина
- Орден Трудового Красного Знамени (07.12.1950)
- Орден «Знак Почёта» (22.03.1966)